# Silvabestius
Silvabestius — викопний рід сумчастих, датований раннім міоценом. Це були рослиноїдні тварини розміром із сучасну вівцю. Ця тварина відома з двох черепів, знайдених поруч, які стали відомими як скам'янілості «Мадонни з немовлям».
Довжина сільвабестії була 1 метр, а череп довжиною ≈ 25 см. Це була тварина, що їла м'які рослинні матеріали, такі як листя і стебла, і жила в середовищі, яке в основному складалося з тропічних лісів.